# Alexandr Vasiljevič Suchovo-Kobylin
Alexandr Vasiljevič Suchovo-Kobylin (rusky Александр Васильевич Сухово-Кобылин; 29. září 1817, Moskva – 24. března 1903, Beaulieu-Sur-Mer) byl ruský spisovatel, dramatik. Jeho sestrami byly spisovatelka Jevgenija Tur (rusky Евгения Тур) a malířka Sofja Vasiljevna Suchovo-Kobylin (rusky Софья Васильевна Сухово-Кобылина).

## Život
Pocházel ze zámožné a vzdělané šlechtické rodiny, v letech 1834–1838 studoval matematiku, přírodní vědy a filosofii na Moskevské univerzitě, ve studiu filosofie pak pokračoval v Heidelbergu a v Berlíně. Hodně cestoval a za pobytu v Paříži se seznámil s Louisou Simon-Demanche, které se stala jeho milenkou. Za nejasných okolností byla Louisa později zavražděna a Suchovo-Kobylin byl v Rusku obviněn z její vraždy, velmi pravděpodobně neprávem. Během dlouhého procesu (1850–1854) strávil delší čas ve vězení a byl různě vydírán. Z vězení se dostal jen za cenu velkých úplatků, ale napsal tam podstatnou část svého nejúspěšnějšího dramatu Svatba Krečinského, ostrou kritiku zkorumpované ruské byrokracie. Hra byla poprvé inscenována roku 1856 a stala se jednou z nejoblíbenějších ruských her. Roku 1871 postavil na svém statku Novoje v Jaroslavské gubernii učitelský ústav, který fungoval do roku 1914 a vychoval stovky učitelů. Při požáru jiného jeho sídla Kobylinka roku 1899 shořela velká část jeho filosoficko-mystických spisů, zbytek byl publikován posmrtně jako Nauka vesmíru. Roku 1900 se i s dcerou přestěhoval do Beaulieu-sur-Mer blízko Nice na Francouzské riviéře, kde roku 1903 zemřel.

## Dílo

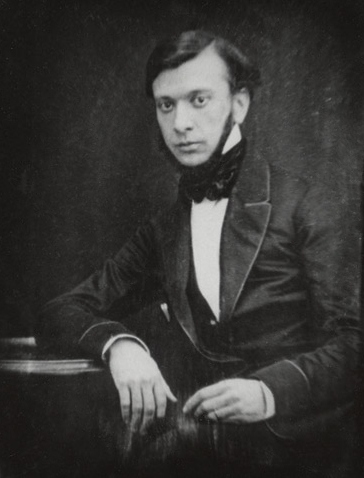
Alexandr Vasiljevič Suchovo-Kobylin v mládí

Od roku 1902 byl členem Petrohradské akademie věd. Je autorem dramatické trilogie Obrazy minulosti (Свадьба Кречинского (1854), Дело (1861) a Смерть Тарелкина (1869)), v které kritizuje ruskou byrokracii.

### České překlady (výběr)
- Proces Muromských. Praha: Dilia, 1965. 179 S. Překlad na základě překladu B. Mathesia: Alois Hajda a Bořivoj Srba
- Dramatická trilogie (orig. 'Trilogija'). 1. vyd. Praha: Svoboda, 1949. 238 S. Překlad z ruštiny: Bohumil Mathesius (Pozn.: Obsahem díla je komedie Svatba Krečinského[8], drama Proces, komedie Smrt Tarelkinova)